# Moneda de 50 chelines ingleses
La Moneda de 50 chelines ingleses, con un valor de 50/-, sólo se acuñó una vez, en el año 1656. Era una moneda de oro fresada que pesaba 22.7 gr  y tenía un diámetro de 30 milímetros (1,2 plg). Sólo se conocen once ejemplares. Un ejemplar extremadamente fino se vendió por 15 250 libras en mayo de 1989.
Un lustroso ejemplar se vendió en Londres en enero de 2021 por 471 200 libras esterlinas (643 597 dólares estadounidenses), incluida la comisión del comprador del 24%, estableciendo un nuevo precio récord para una moneda cromwelliana.
El anverso de la moneda representa a Oliver Cromwell como emperador romano, con la inscripción OLIVAR D G R P ANG SCO HIB &c PRO - Oliver, por la gracia de Dios, de la Mancomunidad de Inglaterra, Escocia, Irlanda, etc. Protector. 
El reverso representa un escudo coronado con las armas de la Mancomunidad, con la inscripción PAX QVÆRITUR BELLO - La paz se busca a través de la guerra, y la fecha de 1656, mientras que también hay una inscripción en el borde PROTECTOR LITERIS LITERÆ NVMMIS CORONA ET SALVS - Un protector de las letras, las letras son una guirnalda y una salvaguarda para la moneda.